# Akizuki (Schiff, 1942)
Die Akizuki (japanisch 秋月 ‚Herbstmond‘) war ein Zerstörer und Typschiff der gleichnamigen Klasse der Kaiserlich Japanischen Marine, der im Zweiten Weltkrieg zum Einsatz kam.

## Geschichte

### Bau
Der Bauauftrag für die spätere Akizuki wurde im Rahmen des 4. Kreis-Bauprogramms (Maru 4 Keikaku) von 1939, als Baunummer 104, an die Marinewerft in Maizuru vergeben. Diese legte den Rumpf am 30. Juni 1940 auf Kiel und das zu Wasser lassen erfolgte am 2. Juli 1941. Die Indienststellung erfolgte am 11. Juni 1942 unter dem Kommando von Kaigun-chūsa (Fregattenkapitän) Koga Yasuji. Die Baukosten betrugen 12.090.000 Yen.

### Einsatzgeschichte
Der erste Einsatz erfolgte in der Seeschlacht bei den Salomonen. Weitere Einsätze waren die Eskorte für den Seeflugzeugträger Nisshin und die Sicherung von Nachschubtransportern für die japanischen Truppen im Oktober 1942 während der Schlacht um Guadalcanal (als Flaggschiff von Konteradmiral Takama Tamotsu), dabei erhielt er einen leichten Bombentreffer.

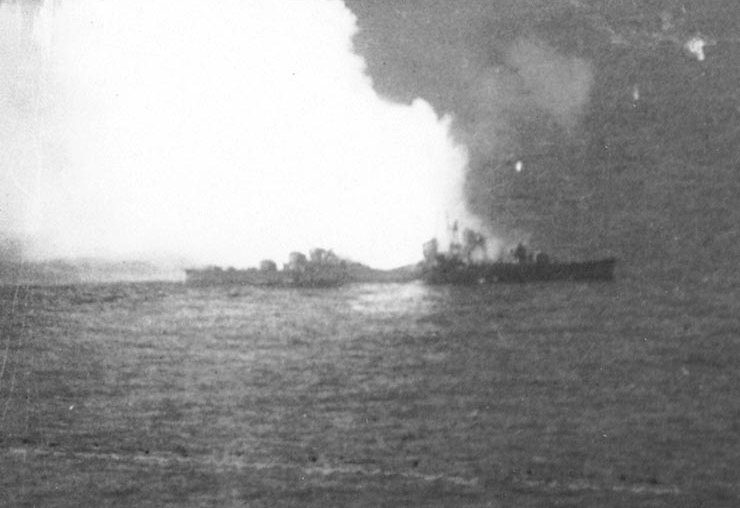
Die Akizuki explodiert während der Schlacht von Cap Engano.

Bei der Eskorte des torpedierten Frachters Myoho Maru wurde die Akizuki von der USS Nautilus selber in der Nähe der Shortland-Inseln torpediert und mittelschwer beschädigt. In Truk notdürftig repariert, eskortierte er die Tokyo Maru nach Saipan und wurde dort von einem gesunkenen Schiff am Kiel schwer beschädigt, was eine dreimonatige Reparatur in Nagasaki notwendig machte.
Danach wurde der Zerstörer in der Trägerschlacht bei den Santa-Cruz-Inseln und der Schlacht in der Philippinensee eingesetzt. In der Schlacht vor Kap Engano wurde die Akzuki versenkt. Harald Fock spricht die Versenkung dem amerikanischen U-Boot USS Halibut (Gato-Klasse) zu. Dagegen erläutert Tony Tully, der Vergleich von Aussagen der japanischen Besatzung (ca. 150 wurden gerettet) mit dem Bildmaterial und Dokumentationen der angreifenden Amerikaner beweise, dass Akizuki von Flugzeugen versenkt wurde, weil Akizuki zehn Minuten vor dem Angriff der Halibut sank.
Die Akizuki wurde am 10. Dezember 1944 aus der Flottenliste der Schiffe der Kaiserlichen Japanischen Marine gestrichen.

### Liste der Kommandanten
| Nr. | Name                                         | Beginn der Amtszeit | Ende der Amtszeit | Bemerkungen |
| --- | -------------------------------------------- | ------------------- | ----------------- | ----------- |
| 1.  | Fregattenkapitän Koga Yasuji                 | 11. Juni 1942       | 26. Juli 1943     |             |
| 2.  | Fregattenkapitän/Kapitän zur See Ogata Tomoe | 8. Oktober 1943     | 25. Oktober 1944  |             |